# سیارک ۸۹۴۴
سیارک ۸۹۴۴ (به انگلیسی: 8944 Ortigara، نامگذاری:1997BF9) هشت هزار و نهصد و چهل و چهارمین سیارک کشف شده‌است که در ۳۰ ژانویه ۱۹۹۷ کشف شد.
قدر مطلق سیارک برابر ۱۴٫۱۰ است.